# Brucella
Brucella là một chi của Gram âm vi khuẩn, được đặt tên theo David Bruce (1855-1931). Chúng nhỏ (0,5 đến 0,7 x 0,6 đến 1,5   Tổ hợp), không đóng gói, không vận động, coccobacilli nội bào.
Brucella spp. là nguyên nhân gây ra bệnh do brucella, là bệnh trên động vật lây truyền qua đường tiêu hóa, qua thực phẩm nhiễm bẩn (như sản phẩm sữa chưa tiệt trùng), tiếp xúc trực tiếp với động vật bị nhiễm bệnh hoặc hít khí dung. Sự lây truyền từ người sang người, ví dụ như qua quan hệ tình dục hoặc từ mẹ sang con, là cực kỳ hiếm. Tiếp xúc truyền nhiễm tối thiểu là từ 10 đến 100 sinh vật.
Các loài Brucella khác nhau rất giống nhau về mặt di truyền, mặc dù mỗi loài có tính đặc hiệu vật chủ hơi khác nhau. Trung tâm Thông tin Công nghệ sinh học Quốc gia (Hoa Kỳ) đã phân loại hầu hết các loài Brucella thuộc B. melitensis.

## Điều trị
Không có thử nghiệm lâm sàng nào được sử dụng để làm hướng dẫn điều trị tối ưu, các điều trị tỏ ra hiệu quả là sử dụng rifampicin hoặc gentamicin và doxycycline hai lần mỗi ngày,  trong 6 tuần; ưu điểm của chế độ này là thuốc uống không có thuốc tiêm; tuy nhiên, tỷ lệ cao của các tác dụng phụ (buồn nôn, nôn, chán ăn) cũng đã được báo cáo.
Kể từ tháng 8 năm 2013, Allison Rice-Ficht, Tiến sĩ tại Đại học Texas A & M và nhóm của bà tuyên bố đã tạo ra vắc-xin cho người. Nó chủ yếu sẽ được sử dụng để tiêm chủng cho quân đội trong trường hợp tiếp xúc với vũ khí sinh học Brucella trên chiến trường.